# Камйонка (Староґардський повіт)
Камйонка (пол. Kamionka, нім. Adlig Kamionken) — село в Польщі, у гміні Сментово-Ґранічне Староґардського повіту Поморського воєводства.
Населення — 355 осіб (2011).
У 1975-1998 роках село належало до Гданського воєводства.

## Демографія
Демографічна структура станом на 31 березня 2011 року:
|          | Загалом | Допрацездатний вік | Працездатний вік | Постпрацездатний вік |
| -------- | ------- | ------------------ | ---------------- | -------------------- |
| Чоловіки | 182     | 39                 | 132              | 11                   |
| Жінки    | 173     | 22                 | 115              | 36                   |
| Разом    | 355     | 61                 | 247              | 47                   |